# Ancier
Ancier és un municipi francès situat al departament de l'Alt Saona i a la regió de Borgonya - Franc Comtat. L'any 2007 tenia 459 habitants.

## Demografia

### Població
El 2007 la població de fet d'Ancier era de 459 persones. Hi havia 188 famílies, de les quals 44 eren unipersonals (24 homes vivint sols i 20 dones vivint soles), 72 parelles sense fills, 68 parelles amb fills i 4 famílies monoparentals amb fills.
La població ha evolucionat segons el següent gràfic:
Habitants censats

### Habitatges
El 2007 hi havia 196 habitatges, 188 eren l'habitatge principal de la família, 3 eren segones residències i 5 estaven desocupats. 186 eren cases i 10 eren apartaments. Dels 188 habitatges principals, 166 estaven ocupats pels seus propietaris, 14 estaven llogats i ocupats pels llogaters i 8 estaven cedits a títol gratuït; 5 tenien dues cambres, 13 en tenien tres, 46 en tenien quatre i 124 en tenien cinc o més. 148 habitatges disposaven pel capbaix d'una plaça de pàrquing. A 61 habitatges hi havia un automòbil i a 115 n'hi havia dos o més.

### Piràmide de població
La piràmide de població per edats i sexe el 2009 era:
| Homes | Edats   | Dones |
| ----- | ------- | ----- |
| 0     | 95 o +  | 0     |
| 0     | 90 a 94 | 0     |
| 0     | 85 a 89 | 0     |
| 0     | 80 a 84 | 0     |
| 4     | 75 a 79 | 4     |
| 12    | 70 a 74 | 8     |
| 24    | 65 a 69 | 16    |
| 4     | 60 a 64 | 12    |
| 8     | 55 a 59 | 12    |
| 12    | 50 a 54 | 4     |
| 44    | 45 a 49 | 20    |
| 12    | 40 a 44 | 20    |
| 28    | 35 a 39 | 20    |
| 8     | 30 a 34 | 8     |
| 12    | 25 a 29 | 8     |
| 8     | 20 a 24 | 12    |
| 28    | 15 a 19 | 8     |
| 12    | 10 a 14 | 24    |
| 16    | 5 a 9   | 0     |
| 4     | 0 a 4   | 8     |

## Economia
El 2007 la població en edat de treballar era de 304 persones, 220 eren actives i 84 eren inactives. De les 220 persones actives 204 estaven ocupades (117 homes i 87 dones) i 16 estaven aturades (6 homes i 10 dones). De les 84 persones inactives 44 estaven jubilades, 15 estaven estudiant i 25 estaven classificades com a «altres inactius».

### Ingressos
El 2009 a Ancier hi havia 194 unitats fiscals que integraven 493,5 persones, la mediana anual d'ingressos fiscals per persona era de 18.146 €.

### Activitats econòmiques
Dels 21 establiments que hi havia el 2007, 1 era d'una empresa extractiva, 1 d'una empresa de fabricació d'altres productes industrials, 10 d'empreses de construcció, 5 d'empreses de comerç i reparació d'automòbils, 2 d'empreses d'hostatgeria i restauració, 1 d'una empresa de serveis i 1 d'una entitat de l'administració pública.
Dels 10 establiments de servei als particulars que hi havia el 2009, 1 era un taller de reparació d'automòbils i de material agrícola, 1 taller d'inspecció tècnica de vehicles, 3 fusteries, 2 lampisteries, 1 electricista, 1 empresa de construcció i 1 restaurant.
L'únic establiment comercial que hi havia el 2009 era una botiga de material de revestiment de parets i terra.
L'any 2000 a Ancier hi havia 6 explotacions agrícoles que ocupaven un total de 246 hectàrees.

## Poblacions properes
El següent diagrama mostra les poblacions més properes.